# Långbergstjärnen, Norrbotten
Långbergstjärnen är en sjö i Bodens kommun i Norrbotten och ingår i Luleälvens huvudavrinningsområde.